# Cédric Mathieu
Pas d'image ? Cliquez ici

a Compétitions nationales et continentales officielles uniquement.

Dernière mise à jour le 31 janvier 2024.
Cédric Mathieu, né le 19 avril 1975 à Guilherand-Granges (Ardèche), est un joueur de rugby à XV français qui évoluait au poste de troisième ligne aile (1,94 m pour 104 kg).